# Barcelonès

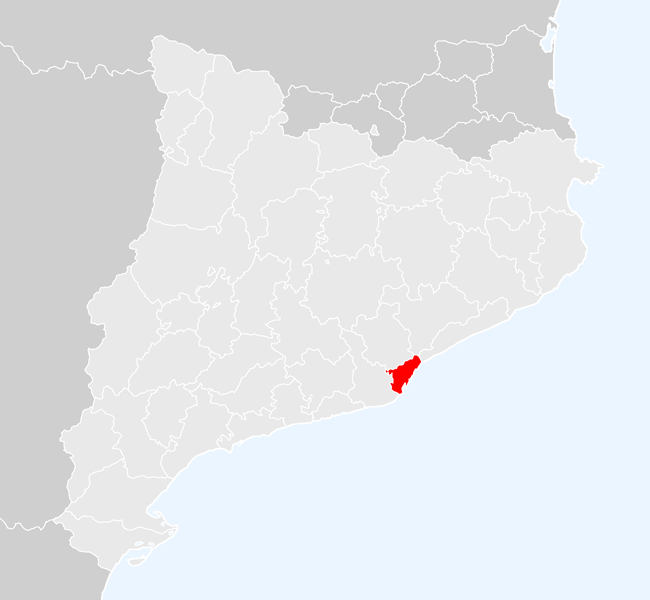
Localização do Barcelonès, na Catalunha.

Barcelonès é uma região (comarca) da Catalunha. Abarca uma superfície de 144,72 quilômetros quadrados e possui uma população de 2.226.913 habitantes.

## Subdivisões
A comarca do Barcelonès subdivide-se nos seguintes 5 municípios:
- Badalona
- Barcelona
- L'Hospitalet de Llobregat
- Sant Adrià de Besòs
- Santa Coloma de Gramenet